# Облокул Тошев
Облокул Тошевич Тошев (на таджикски: Облоқул Тошевич Тошев) е таджикски съветски учен икономист от български произход. Той е академик, доктор на икономическите науки, професор.

## Биография
Завършва Душанбинския педагогически институт. Работи като инструктор в отдел „Студентска младеж“ в Централния комитет на Ленинския комунистически съюз на младежта на Таджикистан (1956 – 1957) и като преподавател по политикономия в Съветско-партийната школа при ЦК на Компартията на Таджикистан (1957 – 1960). Аспирант в Московския университет „М. Ломоносов“ (1962 – 1964).
От 1974 до 1981 година е вече декан на Задочния факултет на Таджикския селскостопански институт. Защитава (1976) в МГУ дисертация за степен доктор на науките. От 1981 до 2009 година е ръководител на катедрата по политикономия на Душанбинския педагогически институт.
Публикувал е над 70 научни труда, включително 7 монографии и 3 учебни пособия по основи на икономическата теория. Под негово научно ръководство са подготвени над 20 учени. Вписан е в Съветската икономическа енциклопедия като един от най-крупните учени в областта на политикономията.

## Трудове
- Социально-экономические проблемы развития и использования общественных фондов потребления в колхозе Архив на оригинала от 2015-01-22 в Wayback Machine. // Тошев О. Т. 336 с., 20 см, Душанбе, „Ирфон“, 1978
- Региональные аспекты социалистического образа жизни Архив на оригинала от 2015-01-22 в Wayback Machine. // Тошев О. Т. 127 с., 20 см, Душанбе, „Ирфон“, 1989
- Стратегия внешнеэкономической деятельности Республики Таджикистан в период перехода к рыночным отношениям[неработеща препратка] // Тошев О. Т. 199 с., Душанбе, 2007